# Bogdan Izdebski
Bogdan Izdebski (ur. 1957 w Warszawie) – polski aktor dziecięcy. Obecnie mieszka w Kanadzie.

## Filmografia
- Czarodziej (1962) - chłopiec z karabinem, występuje wraz bratem
- Tomek i pies (1964)
- Z przygodą na ty (1966; serial; odcinki 3 i 4) − Boguś
- Abel, twój brat (1970) - Adam Pierzchała
- Twarz anioła (1970) - więzień obozu
- Przygody psa Cywila (1970; serial; odcinek 7)
- Podróż za jeden uśmiech (1971 odcinek 3 serialu) - Stefan Pająk z Radomia, kolega sepleniącego Edwarda Dymka
- Milion za Laurę (1971)
- Ten okrutny, nikczemny chłopak (1972)
- Motyle (1972) - Bogdan)
- Profesor na drodze (1973) - Julek, syn Grzegorka
- Nie będę cię kochać (1973) - Rysiek Pukula „Puk”
- Mein blauer vogel fliegt (1974) - Janusz
- Die schwarze mühle (1975) - Erster Müllergeselle - Pierwszy czeladnik młynarza
- Zanim nadejdzie dzień (1976) - Kibic
- Nie zaznasz spokoju (1977) - Lord
- Okruch lustra (1978)
- Nauka latania (1978) - skoczek Kania
- W słońcu i w deszczu (1979; serial; odcinek 5)
- Czas dojrzewania (1984) - Jaroń